# 水車

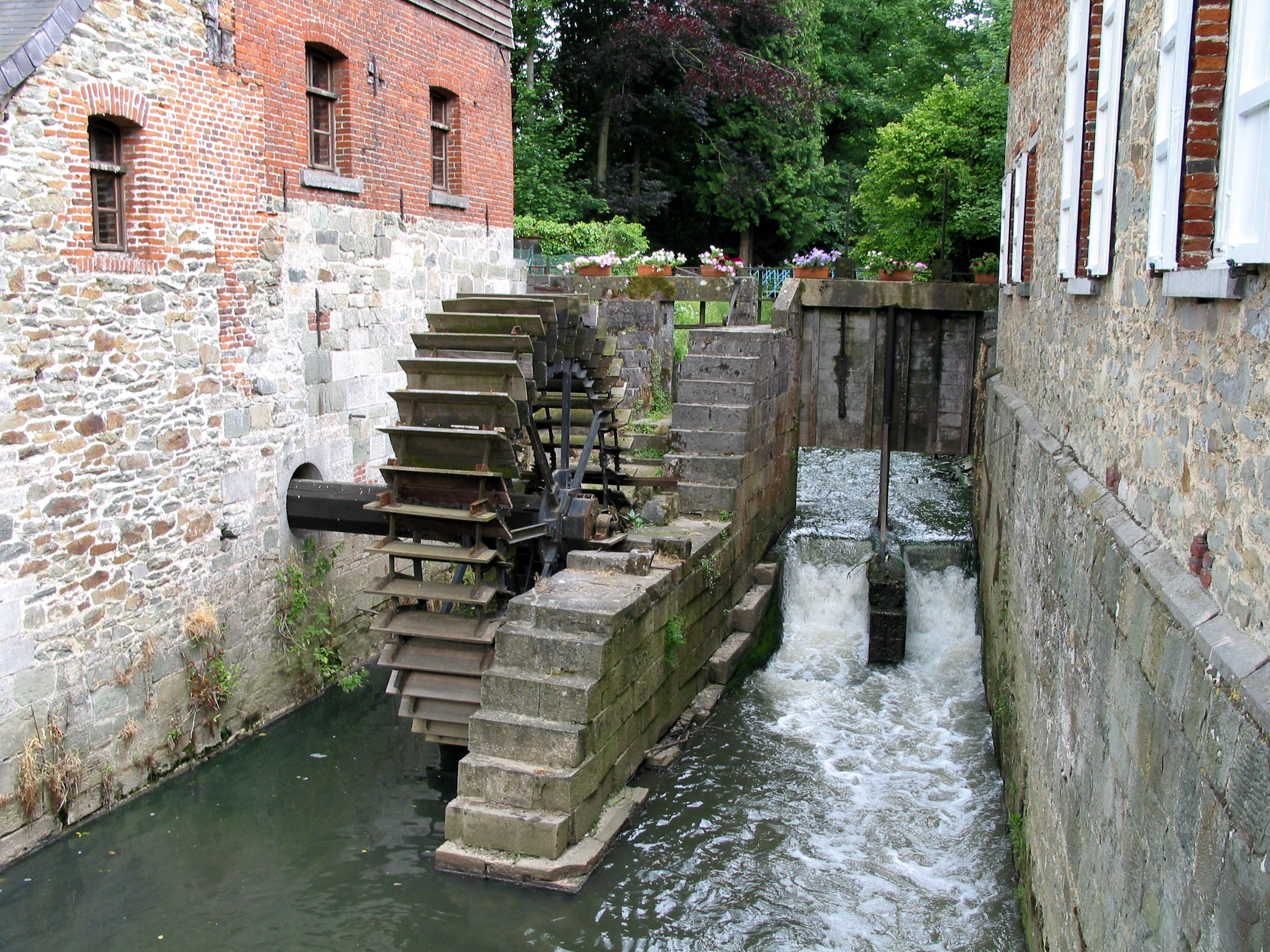
比利时布赖恩勒沙托的水車（12世纪）。

水車，是利用水流產生機械能（位能與動能）的一種原動機。在蒸汽機、電動機發明以前，人類常用它來取水、脱穀、製粉、紡織。水車輪一般以木材製成，也可用金属成型。一个用于发电的水車通常被称为水力发电机。

## 中国水车

### 历史及其演化

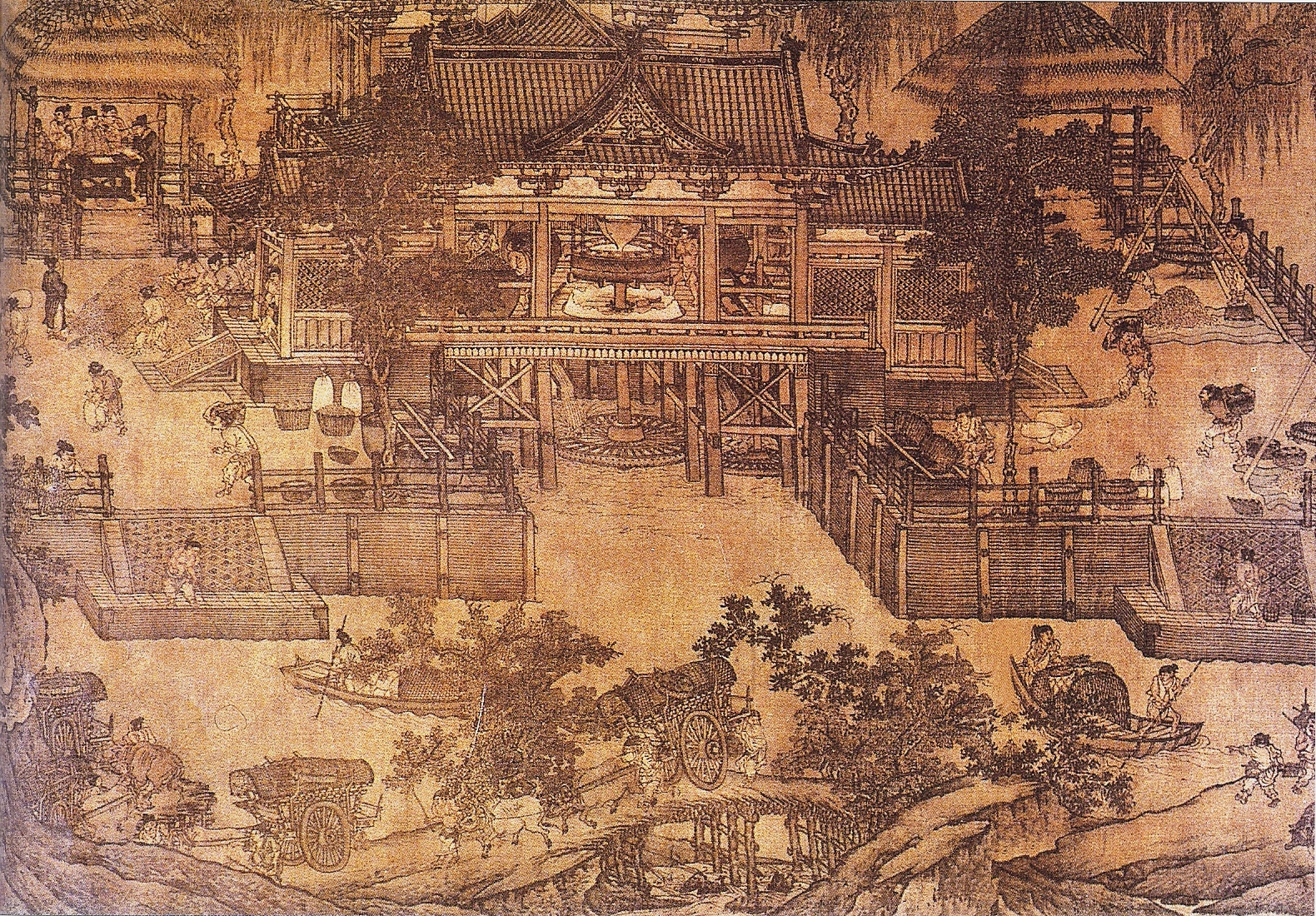
宋代的水車。

最早可能出现在公元前3世纪希腊，约公元前2世纪希臘人斐羅对此也有描述。中国漢代（前202年－220年）就开始利用水車生产穀物。桓谭于20年左右所著的《新论》中描述了神话中的太古三皇之一伏羲发明了杵与研钵，后来又研制出水磨。虽然书中提到的是伏羲，但这段描写也体现出1世纪时水車在中国已广为使用。31年，东汉官员杜诗发明了水排，是一个复杂的机械装置，利用水力传动机械，使皮制的鼓风囊连续开合，将空气送入冶铁炉，铸造农具。
南朝宋史学家范晔在《后汉书》卷三十一之《郭杜孔张廉王苏羊贾陆列传第二十一》对水车有如下文字描述： 

宓犧之制杵臼，萬民以濟，及後世加巧，因延力借身重以踐碓，而利十倍杵舂，又復設機關，用驢、騾、牛、馬及役水而舂，其利乃且百倍。

#### 演化

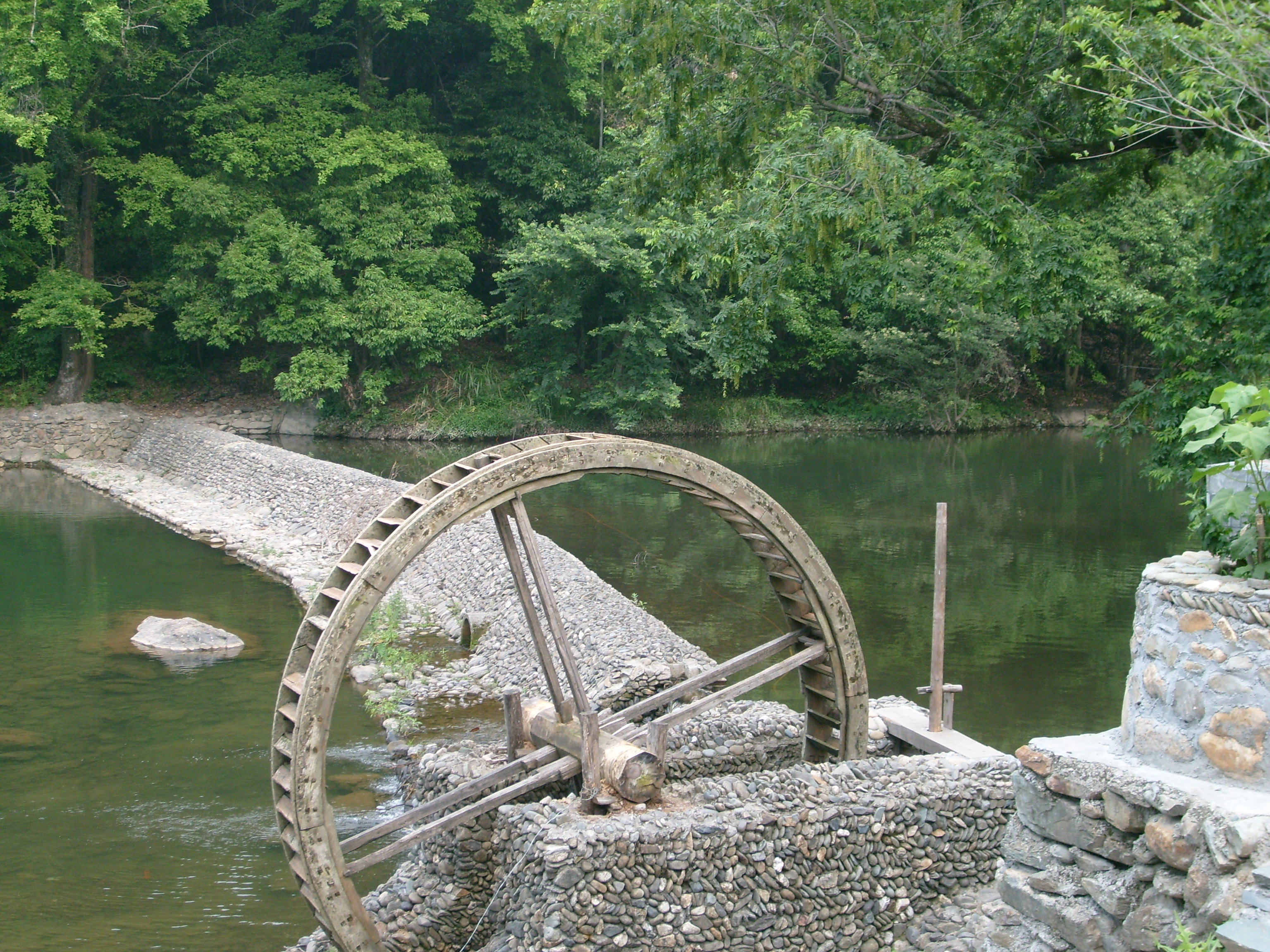
江西省乡村的水车（复制品）

##### 第一阶段
东汉时水车产生，汉灵帝时有“翻车”称谓。

##### 第二阶段
唐宋水车轮轴进步较大，装有提水的“筒”，可将水由低处运往高处。

##### 第三阶段
明代水车轮轴装有一组或多组齿轮，有“水转翻车”、“牛转翻车”或“驴转翻车”多种形式。

## 脚注
1. ↑  The Perachora Waterworks: Addenda, R. A. Tomlinson, The Annual of the British School at Athens, Vol. 71, (1976), pp. 147-148
2. ↑  Oleson 2000，第233頁
3. ↑  《新論》卷下，〈離事第十一〉。
4. 1 2 3  （中文）老北（责任编辑）. . 中国网. 2009-08-11  [2012-05-31]. （原始内容存档于2011-03-06）.

## 延伸阅读
[在维基数据编辑]
 《欽定古今圖書集成·經濟彙編·考工典·水車部》，出自陈梦雷《古今圖書集成》